# Stenowithius angulatus
Stenowithius angulatus är en spindeldjursart som först beskrevs av Edvard Ellingsen 1906.  Stenowithius angulatus ingår i släktet Stenowithius och familjen Withiidae. Inga underarter finns listade i Catalogue of Life.